# شبخانة
شبخانة هي قرية في مقاطعة كليبر، إيران. يقدر عدد سكانها بـ 35 نسمة بحسب إحصاء 2016.